# 化石

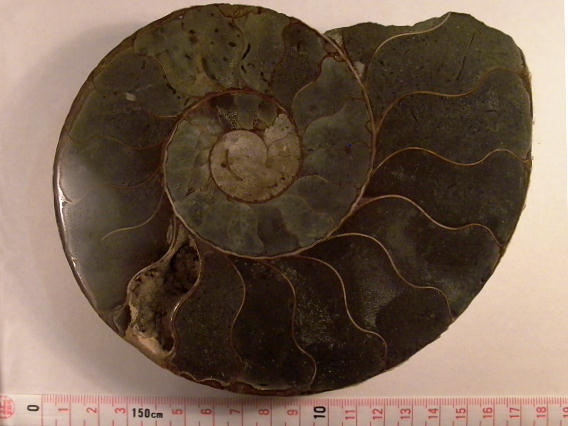
アンモナイトの化石

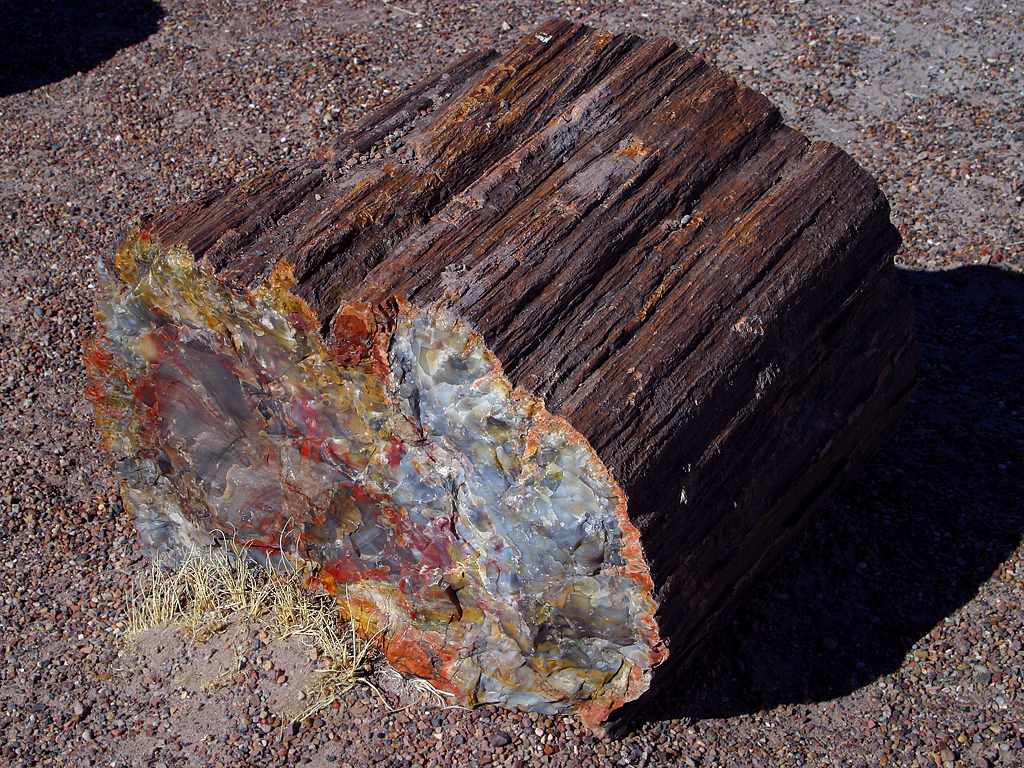
珪化木（木の化石）

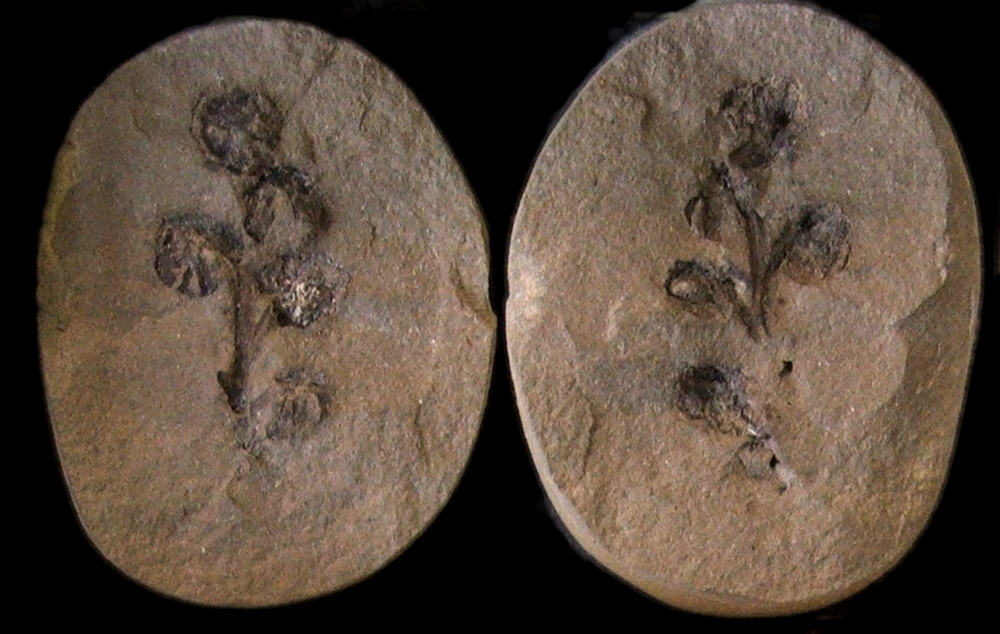
植物の化石

化石（かせき、英語: Fossil、ギリシャ語：απολίθωμα）とは、地質時代に生息していた生物が死骸となって長く残っていたもの、もしくはその活動の痕跡を指す。
多くは、古い地層の中の堆積岩において発見される。化石の存在によって知られる生物のことを古生物といい、化石を素材として、過去の生物のことを研究する学問分野を古生物学という。
1. 古生物として、
2. 堆積物として、

の二重の性格を併せもっている。

## でき方と産出状況

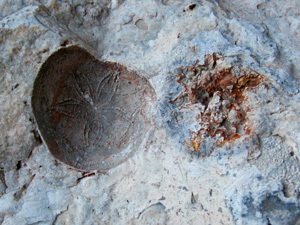
モールド状（左）とカスト状（右）のウニ化石

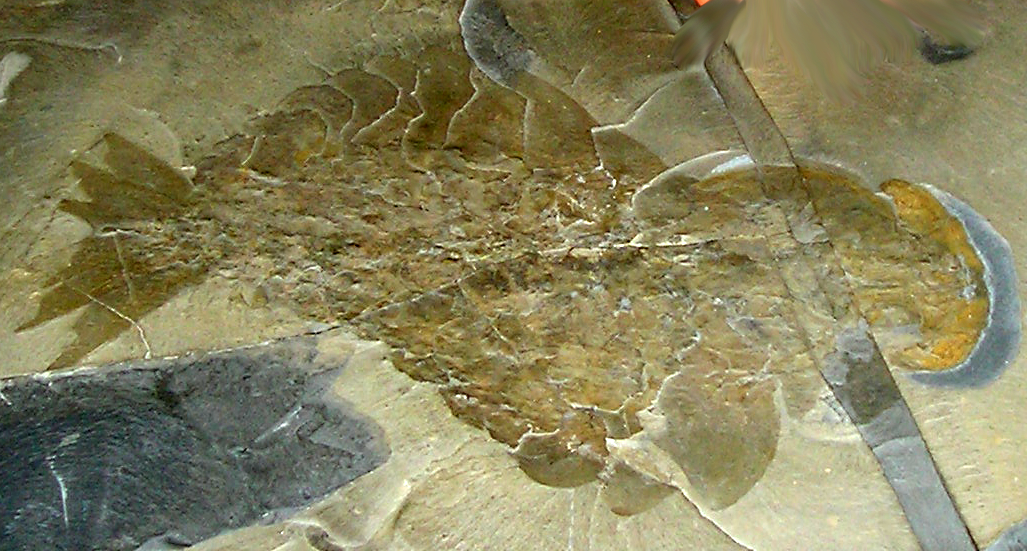
バージェス頁岩中のアノマロカリス

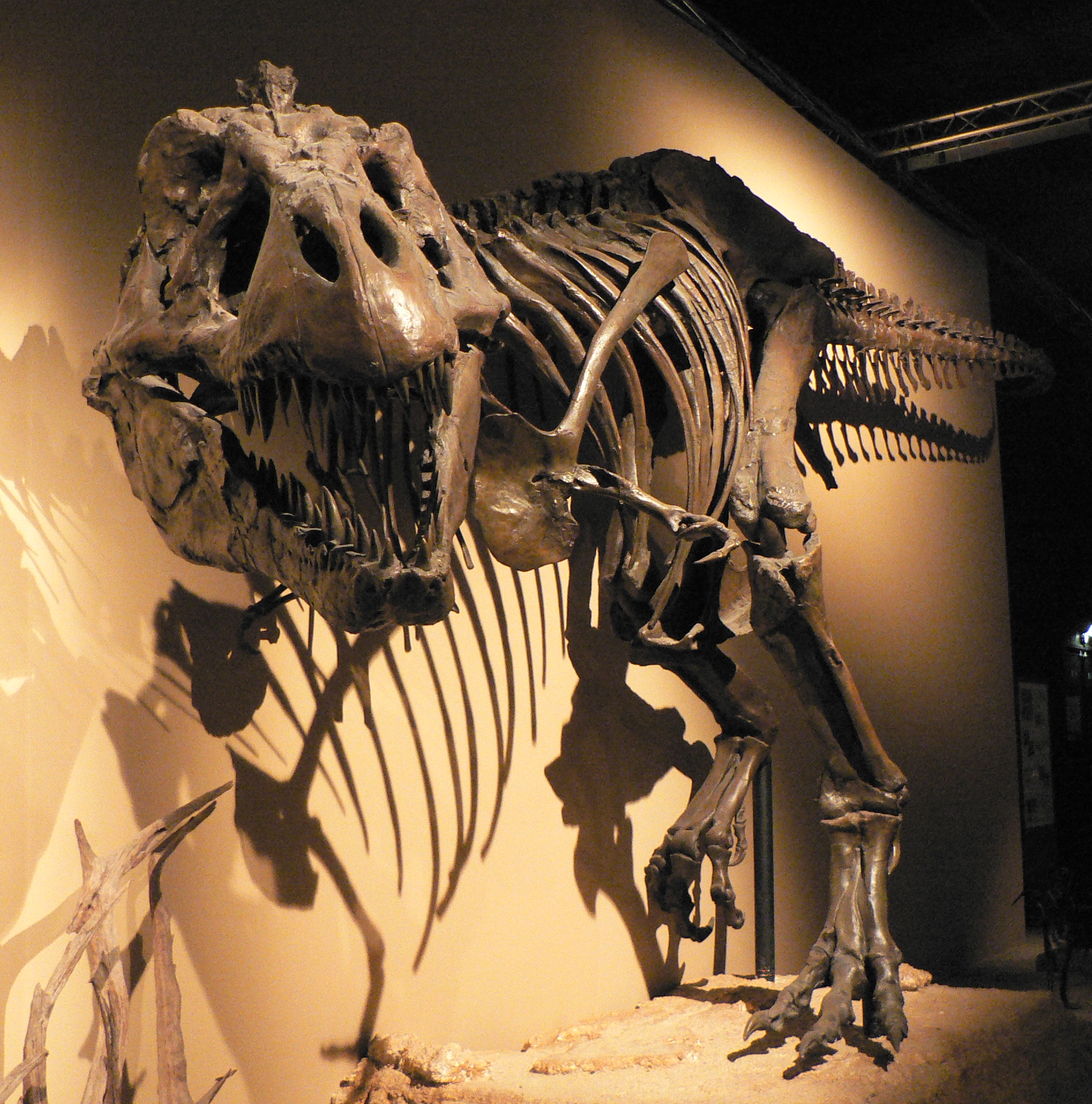
ティラノサウルスの骨格標本

化石は、過去の生物の遺骸や遺跡が何らかの形で地層の中から発見されたものである。腐敗から化石化までのメカニズムなどを研究する学問をタフォノミーという。この用語は、古生物学のイワン・エフレーモフが1940年に作った用語である。タフォノミーには、生物堆積論と化石続成の大きく2分野がある。
遺骸が地層にとじ込められたのち、肉などの軟質部は通常、化学変化により失われる。したがって化石には動物の骨や殻、歯などの固い組織の部分を主として、それらが鉱物に置換されて残っているものが多いが、木の葉や恐竜をはじめとする動物の皮膚や羽毛の型が残っているもの、貝などの内部が鉱物で充填されたものもある。形状的には、凸型（雄型、石膏型形状）のものを「カスト」、凹型（雌型、鋳型形状）を「モールド」と呼ぶ。また、軟体性生物あるいは生物における軟質部が酸素の少ない泥に閉じ込められたバージェス頁岩のような例もまれに見つかる。
黄鉄鉱化した化石
オパール化した化石
泥化石
また、鉱物に置換されていない例として、炭化した植物、琥珀（こはく）に取り込まれた昆虫、シベリアで発掘された生体に近いマンモス、新しい時代では貝殻がそのまま化石になるなどの例もある。2005年、アメリカでティラノサウルスの大腿骨から柔軟性を残した血管や骨細胞が発見され、どのくらい組織が残されているか注目されている。

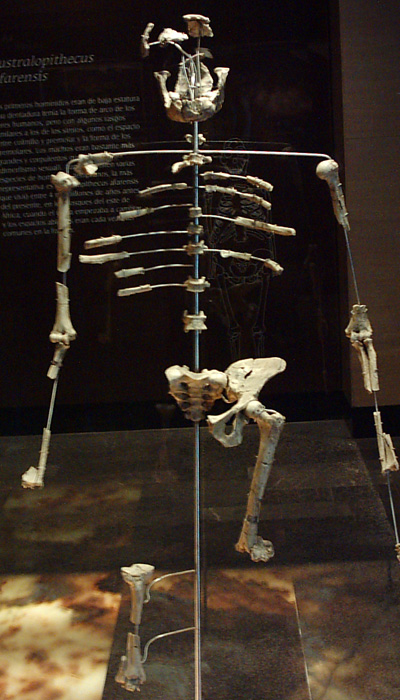
二足歩行の足跡が見つかったエチオピアの「ルーシー」（レプリカ）

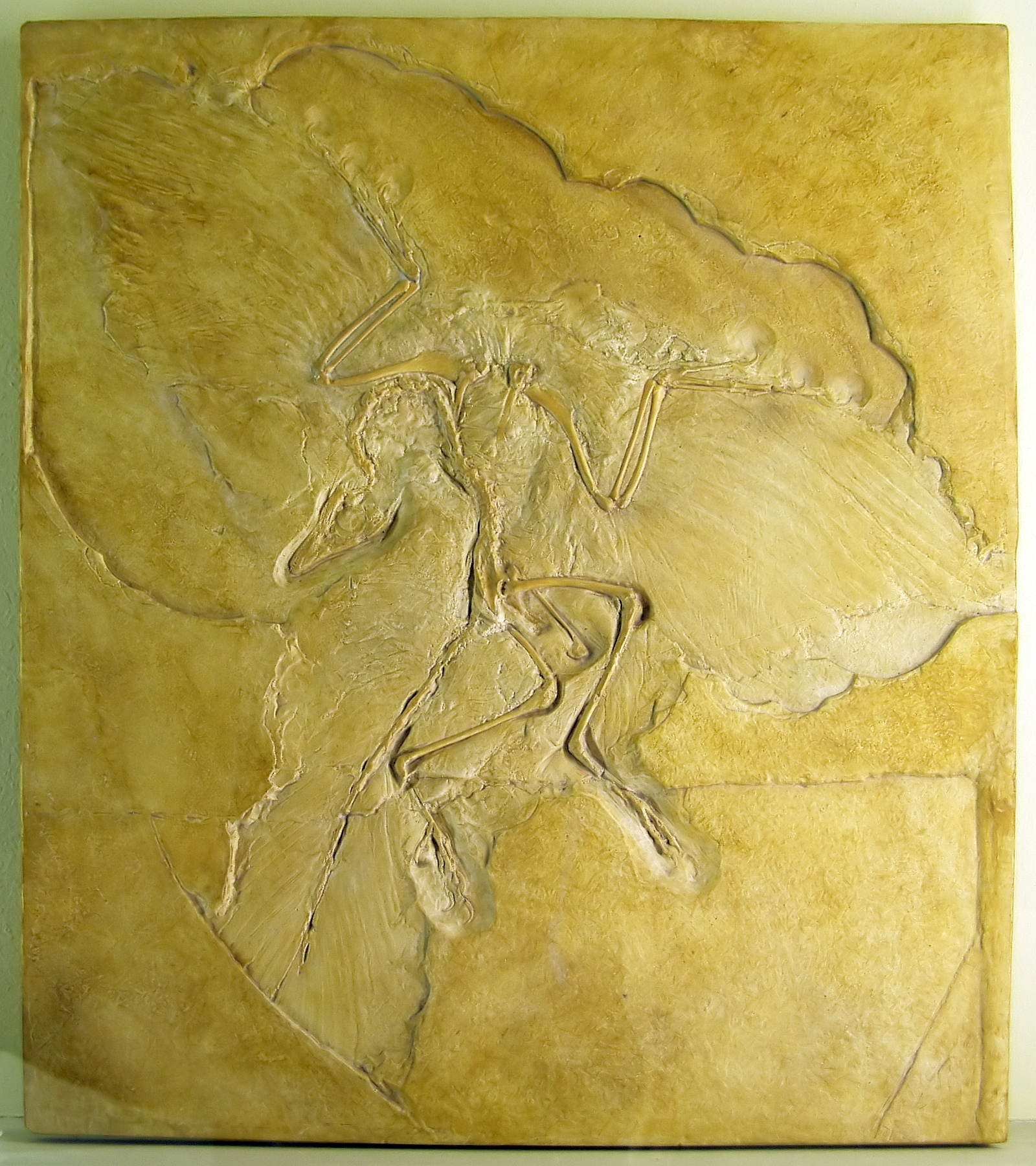
完全な頭部ののこる始祖鳥の化石（ベルリン標本）

### 生物以外の化石
生物体それ自体だけでなく生物活動の跡（遺跡）も生痕化石といわれ、化石の一種とされる（足跡、這い跡、巣穴など）。生痕化石は、生物本体の化石よりも重要ではないと考えられるかもしれないが、必ずしもそうではない。生物体化石だけでは判らないことが、生痕化石から判断できる場合も多い。発達した生物が多く現れる古生代カンブリア紀の始めを示すのは這い跡の生痕化石であり、恐竜の行動様式が判るのは足跡の研究の成果である。タンザニアでは、360万年前のアウストラロピテクスの足跡の化石が見つかっており、そこでは親子が並んで二足歩行していることが実際に確かめられている。
動物の糞の化石（糞化石）も、その動物の消化器官の様子や、餌にしていた生物を知る重要な手がかりとなる。また、恐竜の卵の化石は一箇所に集中して大量に見つかることが多く、マイアサウラのように、ある種の恐竜は子育てをしたのではないかと推論される証拠も見つかって、このような例から動物たちの多様な行動様式を知ることができる。
化石の中には本体とは別種の生物の生態を示すものがあり、有名なものに歯型が残る化石が挙げられる。例えばアルゼンチンから発見された四肢動物の化石には、爬虫類(ワニやドロマエオサウルス科)が食べ残したと思しき骨に、さらに哺乳類が歯型を残しており、死骸が余すことなく活用されたことを示している。

### 地質学的バイアス、タフォノミー的バイアス
いずれにせよ、化石としてのこる生物は偶然に左右され、その身体の部位、条件、その他きわめて限られた場合だけである。また、発見も露出した堆積岩は発見されやすいが、地中では発見も難しい。方解石の殻より霰石の殻の方が化石として残りにくい霰石バイアスなどがある。ほか、鳥類については他のものより産出量は少なく、始祖鳥と現世鳥類を結ぶ進化の過程には未解明な点が今なお多い。
また、化石から分かる情報もそれなりに限られたものである。しかし、過去の生物を直接目にすることは、化石を通じてしかありえない。それゆえ、進化という考えの起源の一つが化石研究であったのは当然である。とはいえ、化石から生物界の種すべての情報を引き出せるわけではない。生物界全体を見渡せば、化石から系統進化にかかわる知識を汲み出せるのは動物界と植物界だけにほぼ限られると言ってよい。菌界、原生生物界、細菌、古細菌の化石の産出も少なくないが、微化石として多産するもの以外については、通常、断片的な知識しか得ることができない。
ただし、原核生物など極めて情報量の乏しい生物群でも、他生物の化石と細胞内共生やLGTなどを利用して関連付けることで系統樹に関する情報を得ることができる場合がある。分類群特有の成分も分子化石として産出する場合がある。

## 化石の分類
古生物遺体（遺骸）としての化石は、生物学上の分類にしたがって動物化石、植物化石などのように分類されるが、上述のように遺骸か遺跡か、また遺存の状況や程度によっても分類が可能である。表にまとめると以下のようになるが、あくまでもこれは代表的でわかりやすい事例を掲げたにすぎない。
| 分類                                 | 遺体（遺骸）                                         | 遺跡（生痕化石）                                 |
| ------------------------------------ | ---------------------------------------------------- | ------------------------------------------------ |
| 実体のあるもの（軟質部ものこるもの） | バージェス動物群、エディアカラ生物群、澄江動物群     | バージェス動物群、エディアカラ生物群、澄江生物群 |
| 実体のあるもの                       | 貝殻、骨、角、歯、琥珀にふくまれる昆虫など、炭化植物 | 巣穴、はい跡、足跡、胃石、病気                   |
| 岩石や鉱物で置換されたもの           | 貝殻、骨、木の幹                                     | 食物、糞、卵                                     |
| 岩石にのこされた印象                 | 貝殻、木の葉                                         | 食性、死、交尾                                   |
| 変形・変質したもの                   | 石油、天然ガス、石炭、炭化木                         | リン、琥珀                                       |

生物そのものでなく、足跡や糞などの生痕が残ったものを生痕化石という。生物もしくは、その一部は体化石という。
大きさによる分類として、微化石、大型化石がある

## 研究史

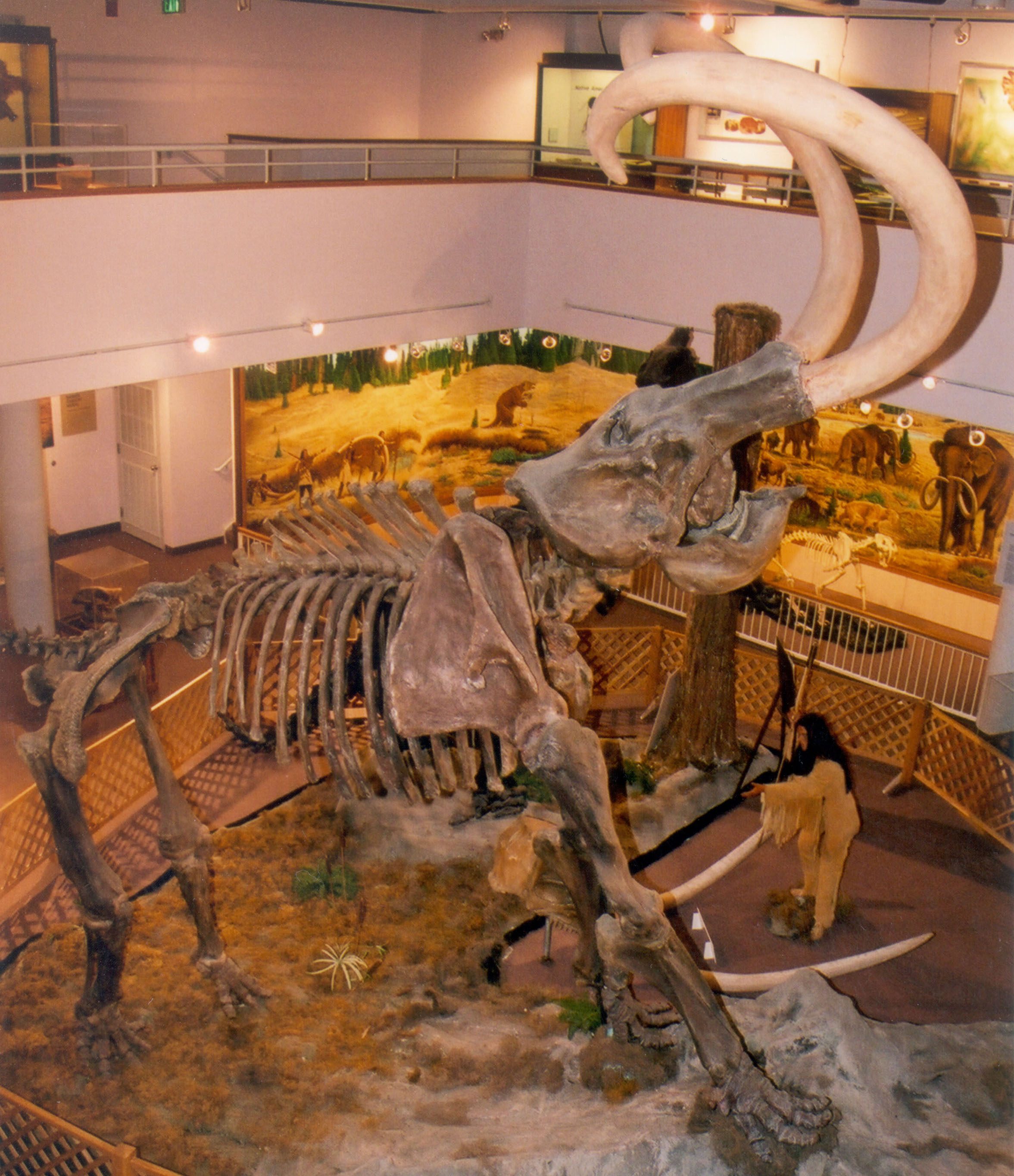
コロンビアマンモスの骨格標本

古くから化石の存在は知られていた。古代ギリシアにおいては、化石を過去の生物と見るものがあったが、アリストテレスは特殊な力によって石の中に生まれるものとみなし、そのため、ヨーロッパでは化石への正しい認識が遅れた。その後の流れの中では、キリスト教の教義とのかかわりもあり、化石を『旧約聖書』に記載されている「ノアの方舟」伝説における洪水の犠牲と見る考え方も長く維持されてきた。
また、化石化した魚は地下水を泳ぐ魚であると解釈されたりもした。「化石」を意味する英語／ドイツ語単語 fossil やフランス語単語 fossile などがラテン語で「掘り起こされた」を意味する fossilis （「掘る」を意味する動詞 fodere から派生したもの）に由来するのはそのためである。
1796年、フランスの博物学者ジョルジュ・キュビエは現生のゾウの骨格とゾウの化石との詳細な比較を行い、この化石は現生種とはまったく異なる古代に絶滅した種であると結論付け、この化石種を「マンモス」と命名した。ほどなくシベリアの永久凍土から氷づけのマンモスが発見され、キュビエの考えに強力な裏づけが得られた。1811年、イギリスのメアリー・アニングによってイクチオサウルスの化石が発見され、解剖学的特徴などについて研究がなされ、これを契機に化石研究が盛んにおこなわれるようになった。化石の研究は、生物学に対しては進化論の重要な証拠となった。ただし、キュビエは反進化論者であった。彼は神による創造という概念から抜けられず、そのために、過去において、時代によって異なる生物が見られるのは、神が生命を創造し、それをノアの洪水のような災害によって滅ぼし、あらためて生命を創造する、ということを繰り返した結果だとする「天変地異説」をとなえ、当時進化論を主張していたジャン＝バティスト・ラマルクと激しく対立した。
このように化石は生物の進化の証拠の一つであるが、アメリカ合衆国では、生物の進化はキリスト原理主義と相容れないとして、初等教育では教えてはならないとされる地域もある。

## 化石の意義

### 生命の誕生

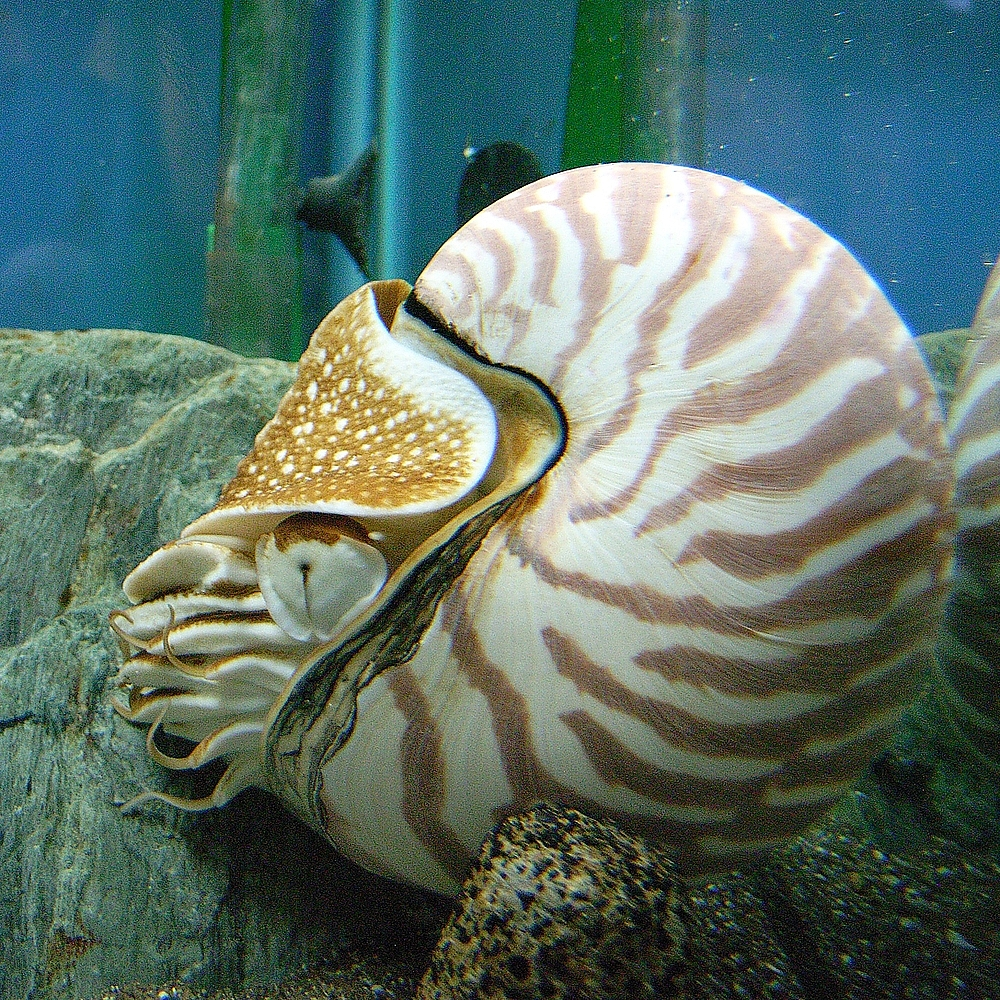
生きている化石オウムガイ（姫路市立水族館）

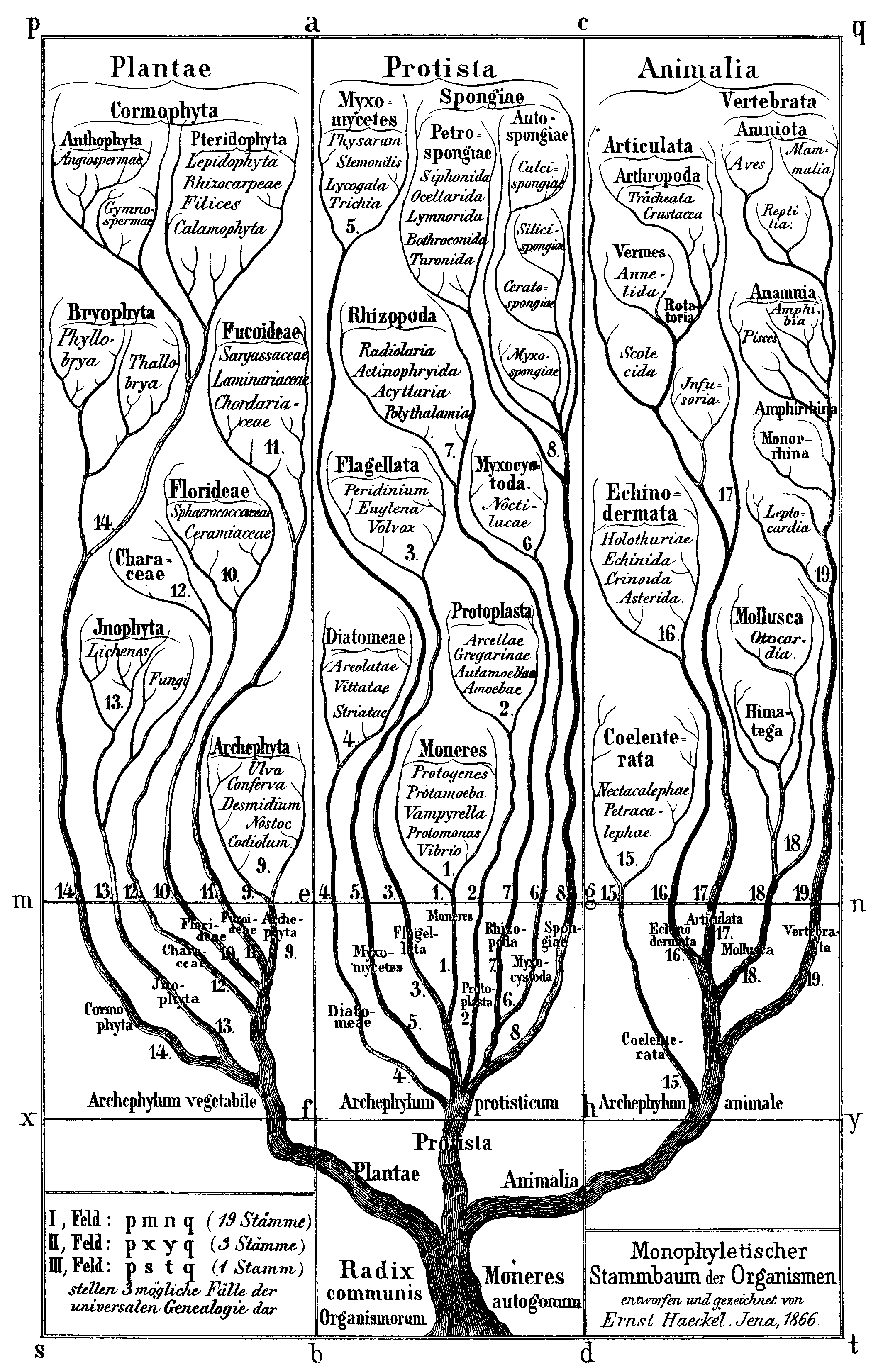
ヘッケルの系統樹（1866年）

生命がいつ誕生したかについては諸説がある。グリーンランドのイスア地方では、38億年前（先カンブリア時代）の堆積岩中に生命に由来するものと思われる炭素の層が見つかっており、オーストラリアでは保存状態が良好な34億6,000万年前以前のバクテリアの化石が西オーストラリア州より発見されている。同州では、さらに1億年以上古いと推定される化石も見つかっており、早ければ43億年前に生命が発生したと考える研究者もいる。いずれにせよ、化石は生命の起源を探究していくうえで重要な鍵を握る直接的な資料となっている。

### 生物史の解明
化石は過去の生物の遺骸であることから、過去の生物を復元的に考察し、古生物界の様相や推移を知るためのほぼ唯一の資料であり、誕生以来長く続いてきた生命の長い歴史、とくに系統進化の直接的な証拠となる。生物は、地球の歴史のなかで生まれ、それが分化し、あるものは繁栄して、その後ある種は絶滅するが、再び新しい生物群が誕生するという巨大な流れを展開している。この流れのなかで、かつては多くの種に分かれて繁栄したものの、現在はその子孫がごく限られた場所にわずかに生き残っている例を「生きている化石」とよんでいる。

### 系統学と化石
生命誕生以来、地球の表層部に蓄積された化石は莫大な数に達する。これらの化石は記載され、化石標本をもとに同定され、現生の生物と同様にその系統的類縁関係の検討の結果、過去から現在につらなる動植物界のドメイン・界・門・綱・目・科・属・種などの分類上の階級的位置が定められ、系統進化の道筋が明らかにされた。それは通常系統樹（デンドログラム）というかたちでまとめられ、叙述される。また、データの検討と考察によって、種の分化、進化のスピード、絶滅の原因などについても追究されている。さらに、こんにちではコンピュータによる統計処理によってデータの定量的解析が飛躍的に進んでいる。だが、現生の生物の祖先の形を知るには、現在でも化石以外に頼れる証拠はない。いずれにせよ、系統学の存在と発展にとって化石はなくてはならない根本的な資料であり、化石がなくては系統学そのものが成り立たない。

### 分類学と化石
系統学と分類学は密接な関係にある。生物の多様性に関して重要なのは、それが「種」とよばれる不連続群によって最も意味深くあらわれることである。系統学においては連続的なものとしてまとめられることが、ここでは不連続的な一単位を基礎に検討される。また、分類学は古生物のみならず現世の生物をも対象としている。ここでも化石は、他の動植物の標本資料とならんで自然分類を考察していくうえでの重要な手掛かりとなって居る可能性がある。

### 地質学・地球物理学と化石

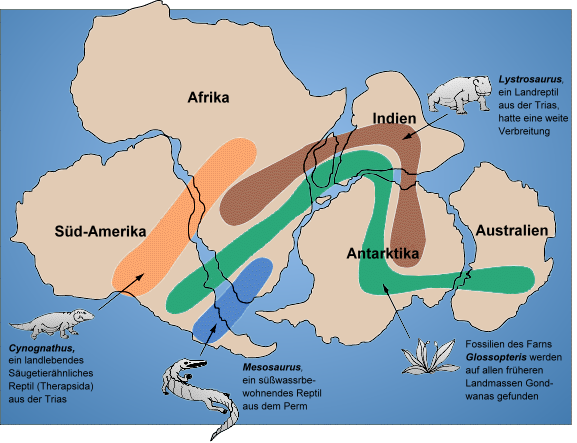
古代ゴンドワナ大陸化石地図 Cynognathus（橙）とLystrosaurus（茶）は三畳紀に生存していた陸棲の哺乳類型爬虫類。Cynognathusは体長3mに達したとみられる。Mesosaurus（青）は淡水性の爬虫類。Glossopteris（緑）はシダ類であり、南半球に所在するすべての大陸とインド亜大陸で化石が見つかっていることから、これらの大陸が一続きであったことを示唆する

化石を堆積物としてみた場合、そもそも「古生代」「中生代」「新生代」など地質時代の区分（地質年代）は、化石にもとづいて定められたものであり、カンブリア紀は俗に「三葉虫時代」と呼ばれたりする。
地質学研究の分野において化石を利用する目的には、
1. それぞれの地層を時代ごとに分けること。
2. 地理的に隔たった地域の地層を互いに時間的に対比すること。
3. 化石をふくむ岩石が堆積する際の諸条件を研究すること。

などがある。後述する示準化石は1.の、示相化石は3.の根拠となる化石のことであるが、もとより、この二者は互いに対立するものではなく、示準化石であると同時に示相化石である場合も多い。
2.に関しては、三畳紀初期の陸棲の四脚歩行動物であるLystrosaurus（リストロサウルス）の化石がアフリカ大陸と南極大陸の両方で見つかったことにより、アフリカから南極まで乾いた陸の上を歩いたものと考えられ、それゆえ両大陸がかつて接続していた蓋然性があらためて指摘された。同様に、Cynognathus（哺乳類型爬虫類）、Mesosaurus（淡水性の爬虫類）、Glossopteris（シダ類）の化石がいずれもこんにち遠く隔たった複数の大陸にまたがって発見されている。このことは、南半球にかつてひとつながりの大きな大陸（ゴンドワナ大陸）が存在していたとする仮定、大陸移動説およびプレートテクトニクス理論の両仮説を裏付ける物的な証拠資料と考えられる。

## 示準化石

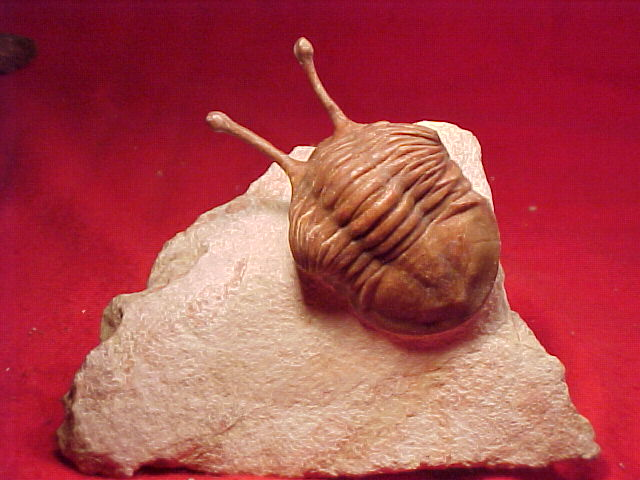
三葉虫の化石（ロシア産）

放射性同位体による年代推定法が確立するまでは、地層のできた時代を知る手がかりは、化石のみであった。そのなかでも、特定の地質時代に限り生息していた特定の種の化石は示準化石と呼ばれ、それぞれの地層の年代決定に用いられる。これは、イギリスのウィリアム・スミスの研究により確立された方法である。示準化石として好ましい条件には、以下のようなものがある。
1. 進化が速かった、すぐに絶滅した、などの原因で、生息していた期間が短い。
2. 広い範囲に渡って分布している。
3. 数多く産出する（当時の生息数が多い）。

示準化石の例としては三葉虫（古生代）、フデイシ（古生代）、アンモナイト（中生代）、ビカリア（新生代）などがある。

## 示相化石

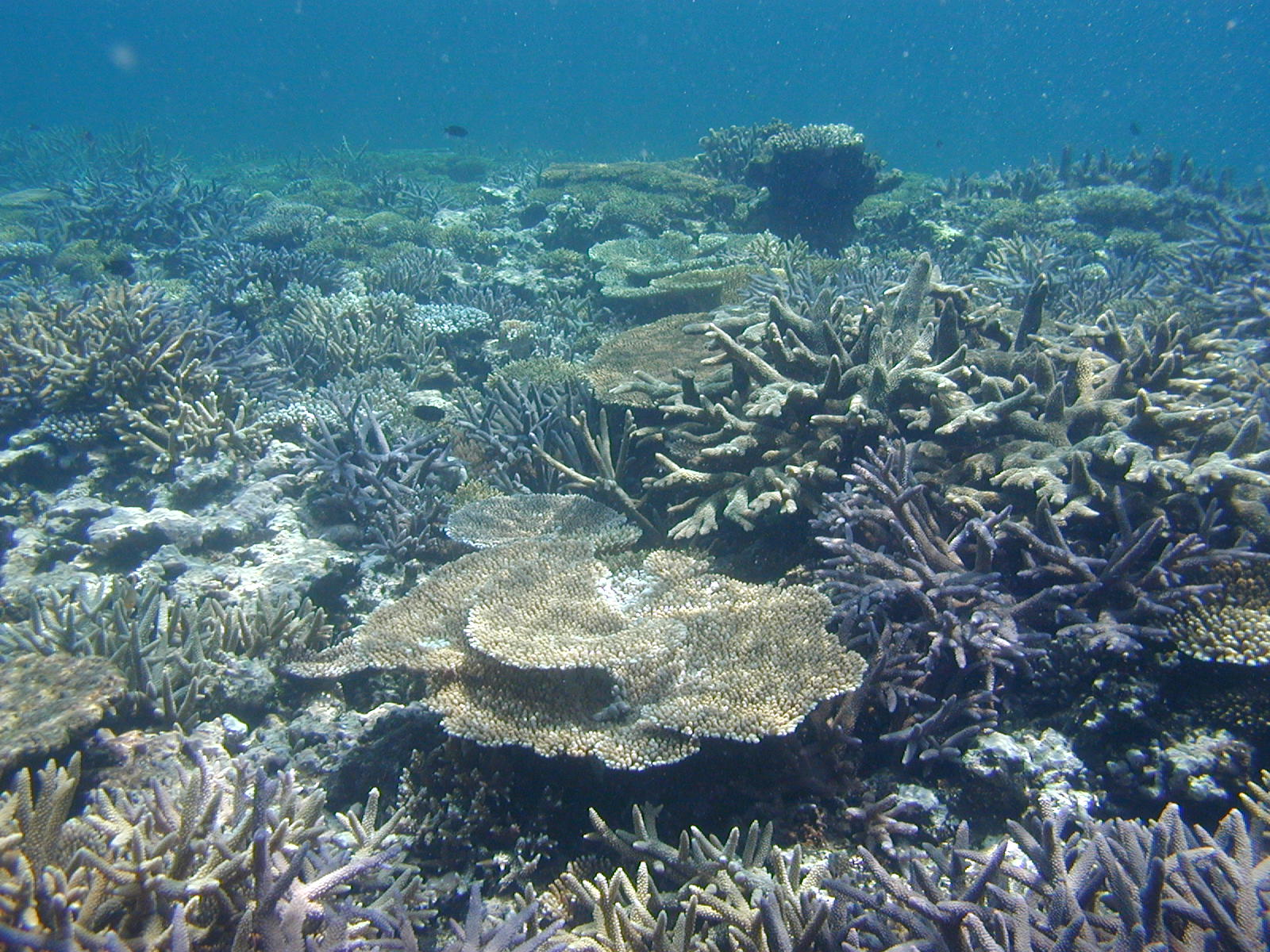
八重干瀬のサンゴ礁

特定の環境（気候、水深、水温、地形など）に限って棲息していた特定の種の化石は示相化石と呼ばれ、地層が堆積した古環境の検討や特定に用いられる。示相化石は、サンゴ（暖かく澄んだ浅い海）やシジミ（川の河口付近）などがわかりやすい例であるが、実際にはすべての化石が多かれ少なかれ示相化石としての意味をもつものであり、とくに植物化石は、古気候などを知る重要な資料となっている。こんにち、第四紀における気候の変遷はそれぞれの種の植物化石の消長によって詳細にたどられている。

## 人間との関わり

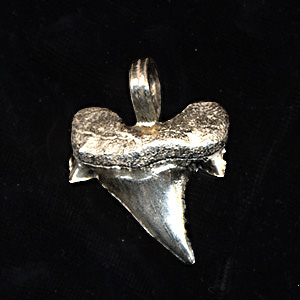
化石（サメの歯）を利用したアクセサリー

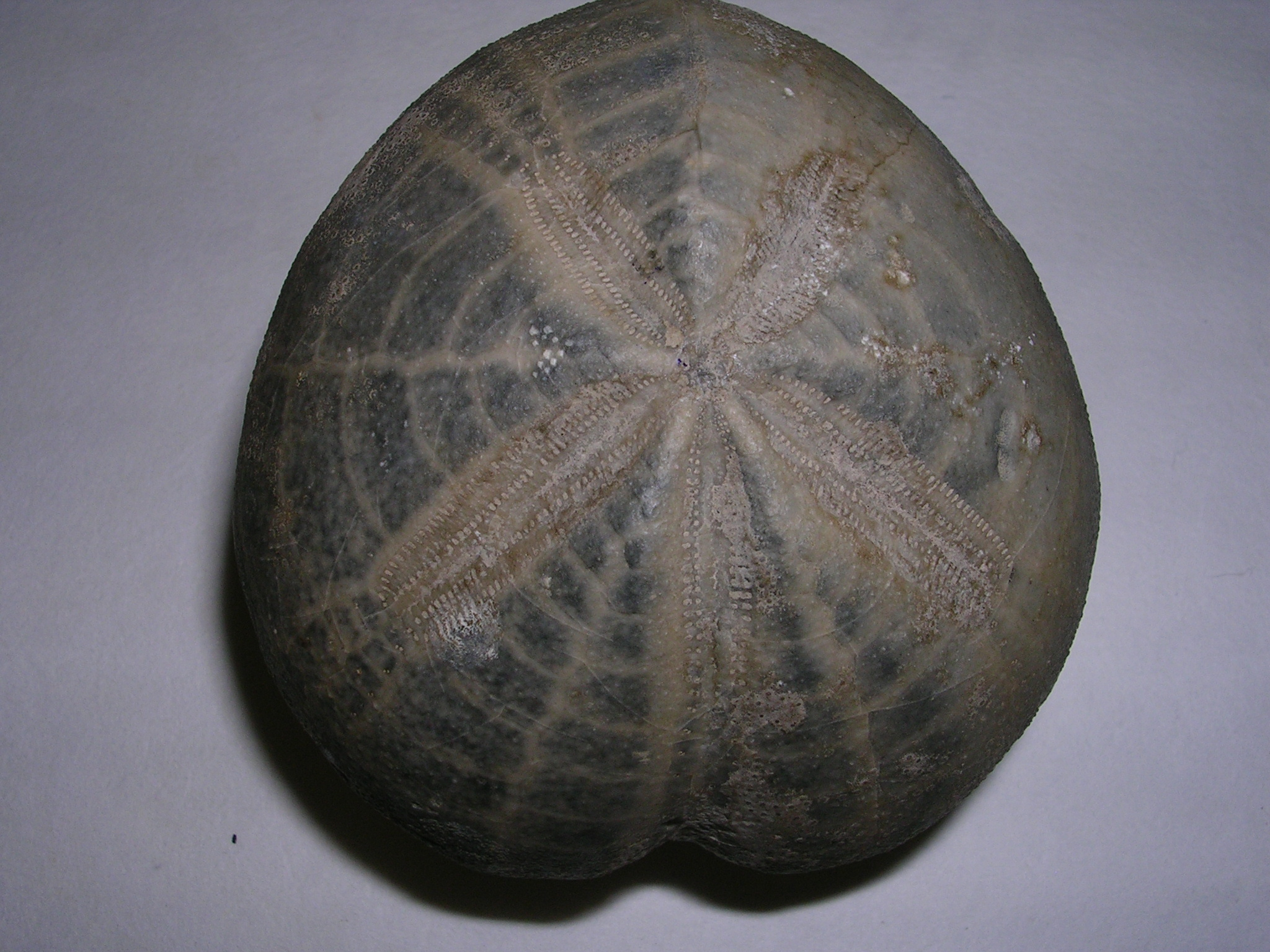
白亜紀の棘皮動物（ウニ）の化石Micraster

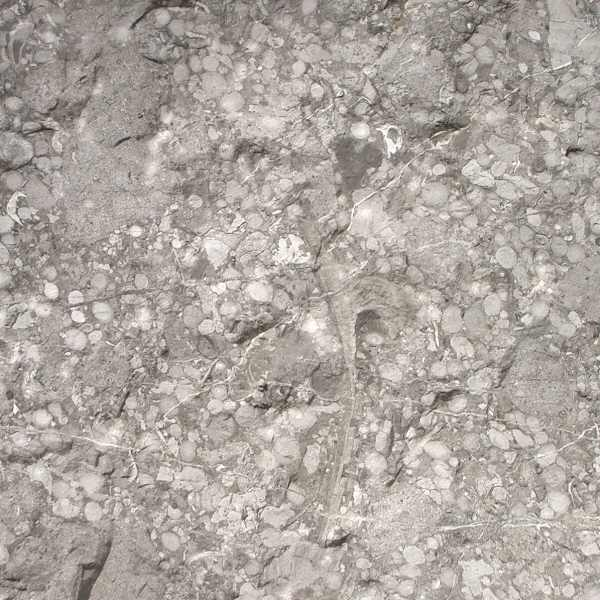
フズリナを含んだ石灰岩（大垣城の石垣）

恐竜、アンモナイト等の古生物の化石は古生物に関する知識を与え、太古の生物へのロマンを感じることができる。アマチュア古生物マニアも数多く存在し、稀少な化石はとくに高値で売買される。博物館でも、特別展や企画展の目玉となることが多いので、高額でやりとりされる場合が少なくない。「龍」も恐竜の化石からイメージされたのではないかと考えられることがあり、恐竜化石は人気が高い。最近では珍しい化石の発掘が商業ベースで進んでおり、有名になった化石が産地を離れて遠隔地のコレクターの手に流れることもあり、研究者たちも頭を痛めている。裏ルートで高額に売り出されてしまうケースも少なくない。
また、古い時代から漢方薬として用いられたり、アンモナイトの化石には魔力が宿るなどとされたりといったかたちで、長く利用されてきた歴史がある。中医学では大型ほ乳類の骨の化石を「竜骨」、歯牙を「竜歯」、角を「竜角」と呼び、いずれも鎮静、不眠などに用いられ、これらの遺物は正倉院薬物中にもみえる。また、甲骨文字の発見は清末の金石学者王懿栄が持病のマラリアの治療薬として「竜骨」を求めたことに端を発するといわれている。
オランダのエクローに所在する青銅器時代初期の墓から、副葬品として独特な模様を持つ多数の棘皮動物の化石が見つかっている。1世紀から4世紀にかけて人が住んでいたイギリスのドーセット、スタッドランドの集落跡では、窓やドアの下に棘皮動物の化石が埋められていた。また、ヨルダンのアイン・ガザルで発見された化石には穴が開けられていた。エジプトのラムセス朝時代ごろでは、ヒエログリフで出自などが刻まれた棘皮動物の化石が見つかっている。
ギリシア時代やローマ時代では、大きな骨や歯などの脊椎動物の化石は巨人やドラゴンなどの遺骨として考えられ、寺院や聖域に置かれて宗教施設の箔をつけていた。1世紀ごろの歴史家スエトニウスによると、皇帝アウグストゥスはカプリ島で発掘した化石を巨人や怪物の骨として展示する古生物学博物館を作ったとされる。また、ローマ時代のスペインの Cibdá de Armea からは装身具や護符のように加工された三葉虫の化石が見つかっており、魔法や保護の力を持つお守りとして使われたような摩耗痕跡がある。
現在でも、三葉虫やアンモナイトなどの美しい化石はアクセサリーに用いられている場合がある。特殊な化石では、宝石や美しい鉱物の成分に置き換わっているものがあり、それ自体が宝石として流通するものがある。琥珀は樹木から分泌された樹液の化石であり、一種の生痕化石であるが、多くの場合宝飾品となり、特に中に昆虫などが封入されたものが珍重される。世界的にはバルト海沿岸の琥珀が特に良質とされ、日本では岩手県久慈市が代表産地である。マイケル・クライトン原作の小説およびその映画化ジュラシック・パーク」では琥珀中の蚊の体内に恐竜の赤血球が残され、そこから恐竜のDNAが抽出されるという設定になっているが、現実にはDNAが保持していた遺伝情報は失われているはずである。また、日本で勾玉の素材などとして愛好されてきた碧玉の多くは放散虫の遺体で形成されている。
なお、石炭・石油・天然ガスは古生物の遺骸が化学変化を受けたものであることから化石燃料とよばれる。
古生物の遺骸がそのまま堆積して岩石化したものとしては石灰岩、苦灰岩、チャート、珪藻土がある。そのほか、海鳥の糞が堆積・固化してできるグアノを起源とするリン鉱床、鉄バクテリアにより生成された鉄鉱床など、人間生活にとって有用な地下資源となっているものも少なくない。

## 著名な化石研究者
- エルンスト・シュトローマー
- メアリー・アニング（Mary Anning、1799年-1847年）
- ジョン・ホーナー
- フィリップ・カリー